# Zakłodno
Zakłodno – dawna wyludniona osada leśna w Polsce, w województwie pomorskim, w powiecie słupskim, w gminie Dębnica Kaszubska.
1 stycznia 2023 nazwa miejscowości została zniesiona.
W latach 1975–1998 miejscowość administracyjnie należała do województwa słupskiego.